# لوري برثون
لوري برثون (بالفرنسية: Laurie Berthon)‏ (و. 1991  م) هي دراجة فرنسية، ولدت في ليون، شاركت في ركوب الدراجات في الألعاب الأولمبية الصيفية 2016.

## روابط خارجية
- لوري برثون على موقع أرشيف الدراجات (الإنجليزية)
- لوري برثون على موقع إحصائيات الدراجات الإحترافية (الإنجليزية)
- لوري برثون على موقع اللجنة الأولمبية الدولية (الإنجليزية)
- لوري برثون على موقع أوليمبيديا (الإنجليزية)
- لوري برثون على موقع اللجنة الأولمبية الفرنسية (مؤرشف) (الفرنسية)